# Beli Manastir
Beli Manastir (mađžarsko Pélmonostor, srbsko Бели Манастир, ljudsko in zastarelo hrvaško Monoštor ali Pelmonoštor) je mesto v Baranji na Hrvaškem, ki upravno spada pod Osješko-baranjsko županijo. Z okoli 8.000 prebivalci (2021; 2011 še 11.000) je največje in najpomembnejše naselje ter gospodarsko in kulturno središče hrvaške Baranje (drugi del leži na Madžarskem). Zaščitnik mesta je Sveti Martin.

## Poreklo imena
Ime Monostor se nanaša na nekdanji samostan (manastir) Sv. Mihajla, ki je bil zgrajen v bližini Branjin Vrha. Pozneje se je ime začelo uporabljati za celotno naselje.
Obstaja namera o spremembi imena bodisi v Sveti Martin, ker je sedanje ime mesta vsiljeno leta 1923 in naj bi predstavljalo prosrbsko ime mesta. Hrvaški zgodovinar Stjepan Sršen je mnenja, da so primernejša imena, ki se nanašajo na baranjsko geografsko poreklo in tako predlaga nazive Sveti Martin Baranjski, Baranjski Martin ali Martingrad, Samostangrad. Kot simbol Baranje naj bi bilo primerno ime Baranjagrad.

## Mestna naselja
Po stanju leta 2006 so v sestavi mesta štiri naselja:
- Beli Manastir - 8049 prebivalcev
- Branjin Vrh - 993 prebivalcev
- Šećerana - 540 prebivalcev
- Šumarina - 486 prebivalcev

## Zemljepisni položaj
Mesto je locirano na jugozahodnih pobočjih Banske kose (Banskega brda) na področju vzhodnohrvaške ravnine. Leži 32 km od Osijeka, 26 km od madžarskega mesta Mohača ter 15 km od mejnega prehoda z Madžarsko Duboševica. Povprečna nadmorska višina mesta je 101 m. Mesto se je razvilo na pleistocenski terasi reke Drave ob stiku z Bansko koso (Banskim brdom) in naplavinami reke Karašice. Samo naselje je štelo leta 2011 8.049 prebivalcev, kar je občutno manj kot leta 2001 (8.671 prebivalcev) ali leta 1991 10.146 prebivalcev. Pred vojnami v devetdesetih letih je tedanja občina Beli Manastir, ki je obsegala celotno Baranjo štela 56.322 prebivalcev leta 1971. 
Mesto obsega površino 62,84 km², medtem, ko ožje naselje Beli Manastir obsega površino 36,88 km².
Naselje Beli Manastir se nahaja na križpotju državnih cest D7 (mejni prehod Duboševica - Kneževo - Branjin Vrh - Beli Manastir - Kozarac - Čeminac - Švajcarnica - Darda - Bilje - Osijek - Đakovo - Slavonski Šamac) z D517 (Beli Manastir - Petlovac - Baranjsko Petrovo Selo - Valpovo). 
V Belem Manastirju je tudi železniška postaja na progi Osijek - Beli Manastir - Magyarbóly (Madžarska) - Pécs.

## Zgodovina
Na mestu današnjega Belega Manastirja je že v rimskem času obstojalo naselje imenovano Mons Aureus. Do prve omembe naselja pride v srednjem veku, ko je ogrski palatin Moys de Daro dal leta 1227 v času ogrskega kralja Bela IV. zgraditi samostan na svojem ozemlju v naselju Pél. Zaradi tega je naselje pozneje poimenovano Pél Monostor (Pélov samostan) in se kot tako prvič omenja leta 1334.
Leta 1526 je bila v bitki pri Mohaču uničena srednjeveška madžarska država in tako prostor današnje Baranje pade pod turško oblast. Mesto Monoštor je bilo uničeno, na ozemlje okoli njega je prišlo veliko število beguncev, predvsem Srbov, ki so bili pravoslavne veroizpovedi. V času turške oblasti se je na tem ozemlju pričel širiti kalvinizem predvsem pod vplivom Mihovila Starina in  njegovih privržencev.
Lera 1687 so Baranjo od Turkov prevzeli Avstrijci pod poveljstvom Evgena Savojskega. Pel Monoštor, kot tudi velik del Baranje je bil predan v znak zahvale Evgenu Savojskemu, ki pa je leta 1736 umrl brez naslednika in tako sta mesto in Baranja pripadla pod oblast Habsburžanov. Pod Habsburžani so se pričeli v Baranji, pa tudi v Monoštru, naseljevati Nemci. Po transformaciji Avstrijskega cesarstva leta 1867 v Avstro-Ogrsko je današnji Beli Manastir pripadel vzhodnemu delu monarhije in so z njim direktno upravljali iz Budimpešte.
Leta 1918, po koncu Prve svetovne vojne so Beli manastir zavzele enote Kraljevine Srbije. Ko je Južna Baranja po Prvi svetovni vojni z mirovnim sporazumom leta 1920 pripadla Kraljevini Srbov, Hrvatov in Slovencev se je za mesto pripravljala sprememba imena, ki se je zgodila leta 1923. Od tedaj se mesto imenuje Beli Manastir. V obdobju med obema vojnama je bilo mesto administrativno vključeno v Donavsko banovino s sedežem v Novem Sadu.
Aprila 1941 je mesto zasedla madžarska vojska, ki ga je okupiranega držala vse do jeseni 1944, ko so mesto okupirale nemške enote. Mesto je bilo osvobojeno konec istega leta s strani enot Narodno osvobodilne vojske Jugoslavije in enot Rdeče armade.
Po Drugi svetovni vojni je mesto leta 1945 postalo občinsko središče v sestavu Hrvaške, kamor je Baranja etnično, kulturno, geopolitično in gospodarsko spadala. V času med leti 1945 in 1990 do demokratičnih sprememb, je bilo v mestu čutiti močan vpliv srbske politike, je pa mesto uspelo zadržati svojo pretežno hrvaško - madžarsko naravo. Predvojni Nemci so bili leta 1945 prisiljeni izseliti se.
Leta 1990 je na prvih demokratičnih volitvah zmagala SDP pretežno z glasovi srbskega prebivalstva, ki je nasprotovalo izločitvi Hrvaške iz Jugoslavije. V času razpada nekdanje SFRJ je na področju Baranje bilo sorazmerno malo vojaških spopadov, predvsem zaradi močne prisotnosti enot nekdanje JLA. Področje je bilo vključeno v tako imenovano Srbsko republiko Krajino. Z Erdutskim sporazumom iz leta 1995 je bila dogovorjena mirna reintegracija Baranje in s tem tudi Belega Manastirja pod hrvaško oblast, kar je bilo dokončano leta 1998.
Razvoj Belega Manastira v regionalno mestno središče je bil pogojen s potrebo po novem mikroregionalnem središču, po tistem, ko so Mohač, Siklós in Pécs leta 1920 pripadli Madžarski.

## Administrativna ureditev
Po Drugi svetovni vojni je bila Baranja vključena v občino Beli Manastir. Izjemi sta bili naselji Podravlje in Tvrđavica, ki sta bili vključeni v občino Osijek. Površina občine je obsegala 1.147 km² in je štela leta 1991 54.265 prebivalcev razporejenih v 52 naseljij. Danes je nekdanja občina reorganizirana v mesto Beli Manastir in občine Bilje, Darda, Draž, Jagodnjak, Kneževi Vinogradi, Petlovac, Popovac in Čeminac.

## Demografija
V tabeli je podano število prebivalcev za naselje Beli Manastir.
| Pregled števila prebivalcev po letih | Pregled števila prebivalcev po letih | Pregled števila prebivalcev po letih | Pregled števila prebivalcev po letih | Pregled števila prebivalcev po letih | Pregled števila prebivalcev po letih | Pregled števila prebivalcev po letih | Pregled števila prebivalcev po letih | Pregled števila prebivalcev po letih | Pregled števila prebivalcev po letih | Pregled števila prebivalcev po letih | Pregled števila prebivalcev po letih | Pregled števila prebivalcev po letih | Pregled števila prebivalcev po letih | Pregled števila prebivalcev po letih |      |
| ------------------------------------ | ------------------------------------ | ------------------------------------ | ------------------------------------ | ------------------------------------ | ------------------------------------ | ------------------------------------ | ------------------------------------ | ------------------------------------ | ------------------------------------ | ------------------------------------ | ------------------------------------ | ------------------------------------ | ------------------------------------ | ------------------------------------ | ---- |
| 1857                                 | 1869                                 | 1880                                 | 1890                                 | 1900                                 | 1910                                 | 1921                                 | 1931                                 | 1948                                 | 1953                                 | 1961                                 | 1971                                 | 1981                                 | 1991                                 | 2001                                 | 2011 |
| 1393                                 | 1532                                 | 1475                                 | 1584                                 | 1612                                 | 2306                                 | 2892                                 | 3093                                 | 3191                                 | 3520                                 | 4804                                 | 7206                                 | 9118                                 | 10146                                | 8671                                 | 8049 |

Opomba: V  letu 1991 je število zmanjšano za del področja, ki je bilo priključeno naselju Šećerana in vsebuje del podatkov za naselje do leta 1981. Hkrati je zmanjšano z izločitvijo dela v samostojno naselje Sudaraž (občina Petlovac). Za to naselje so podatki vključeni pod leti 1880, 1890, 1921 in 1931.

Mesto Beli Manastir pa je  istem obdobju imelo naslednje število prebivalcev
| Pregled števila prebivalcev po letih | Pregled števila prebivalcev po letih | Pregled števila prebivalcev po letih | Pregled števila prebivalcev po letih | Pregled števila prebivalcev po letih | Pregled števila prebivalcev po letih | Pregled števila prebivalcev po letih | Pregled števila prebivalcev po letih | Pregled števila prebivalcev po letih | Pregled števila prebivalcev po letih | Pregled števila prebivalcev po letih | Pregled števila prebivalcev po letih | Pregled števila prebivalcev po letih | Pregled števila prebivalcev po letih | Pregled števila prebivalcev po letih |       |
| ------------------------------------ | ------------------------------------ | ------------------------------------ | ------------------------------------ | ------------------------------------ | ------------------------------------ | ------------------------------------ | ------------------------------------ | ------------------------------------ | ------------------------------------ | ------------------------------------ | ------------------------------------ | ------------------------------------ | ------------------------------------ | ------------------------------------ | ----- |
| 1857                                 | 1869                                 | 1880                                 | 1890                                 | 1900                                 | 1910                                 | 1921                                 | 1931                                 | 1948                                 | 1953                                 | 1961                                 | 1971                                 | 1981                                 | 1991                                 | 2001                                 | 2011  |
| 3372                                 | 3578                                 | 4339                                 | 4471                                 | 3339                                 | 4112                                 | 5966                                 | 6573                                 | 5198                                 | 5748                                 | 7511                                 | 9839                                 | 11837                                | 13108                                | 10986                                | 10086 |

Opomba: Mesto je nastalo iz stare občine Beli Manastir. Za leta 1880, 1890, 1921 in 1931 je vključen tudi del podatkov, ki se nanaša na današnji občini Petlovac in Popovac.
Ob popisu leta 1910 je bila narodnostna sestava prebivalstva naselja
- Nemci - 61,1%
- Srbi - 19,5%
- Madžari - 18,1%

Leta 1929 pa je bila narodnostna sestava prebivalstva v naselju
- Madžari - 33,8%
- Nemci - 32,8%
- Hrvati - 18,8%
- Srbi - 12,0%

Po popisu prebivalstva je naselje Beli Manastir leta 1991 štelo 10.146 prebivalcev. Narodnostni sestav zabeležen ob popisu je bil naslednji.
| \| Popis 1991. \| Popis 1991. \| Popis 1991. \| Popis 1991. \| Popis 1991. \| \| ---------------------- \| ---------------------- \| ----------- \| ----------- \| ----------- \| \| \| \| \| \| \| \| Srbi \| Srbi \| \| 37.15% \| 37.15% \| \| Hrvati \| Hrvati \| \| 32.15% \| 32.15% \| \| Jugoslovani \| Jugoslovani \| \| 12.84% \| 12.84% \| \| Madžari \| Madžari \| \| 8.52% \| 8.52% \| \| Črnogorci \| Črnogorci \| \| 1.43% \| 1.43% \| \| Nemci \| Nemci \| \| 0.84% \| 0.84% \| \| Slovenci \| Slovenci \| \| 0.76% \| 0.76% \| \| Muslimani \| Muslimani \| \| 0.57% \| 0.57% \| \| Albanci \| Albanci \| \| 0.54% \| 0.54% \| \| Slovaki \| Slovaki \| \| 0.17% \| 0.17% \| \| Romi \| Romi \| \| 0.10% \| 0.10% \| \| Makedonci \| Makedonci \| \| 0.09% \| 0.09% \| \| Ukrajinci \| Ukrajinci \| \| 0.08% \| 0.08% \| \| Romuni \| Romuni \| \| 0.07% \| 0.07% \| \| Čehi \| Čehi \| \| 0.04% \| 0.04% \| \| Rusi \| Rusi \| \| 0.04% \| 0.04% \| \| Poljaki \| Poljaki \| \| 0.03% \| 0.03% \| \| Bolgari \| Bolgari \| \| 0.01% \| 0.01% \| \| Rusini \| Rusini \| \| 0.01% \| 0.01% \| \| Grki \| Grki \| \| 0.00% \| 0.00% \| \| Italijani \| Italijani \| \| 0.00% \| 0.00% \| \| ostali \| ostali \| \| 0.10% \| 0.10% \| \| neopredeljeni \| neopredeljeni \| \| 3.63% \| 3.63% \| \| regionalno opredeljeni \| regionalno opredeljeni \| \| 0.10% \| 0.10% \| \| neznano \| neznano \| \| 0.55% \| 0.55% \| |                        |  |        |        |
| Popis 1991. |                        |  |        |        |
| |                        |  |        |        |
| Srbi | Srbi                   |  | 37.15% | 37.15% |
| Hrvati | Hrvati                 |  | 32.15% | 32.15% |
| Jugoslovani | Jugoslovani            |  | 12.84% | 12.84% |
| Madžari | Madžari                |  | 8.52%  | 8.52%  |
| Črnogorci | Črnogorci              |  | 1.43%  | 1.43%  |
| Nemci | Nemci                  |  | 0.84%  | 0.84%  |
| Slovenci | Slovenci               |  | 0.76%  | 0.76%  |
| Muslimani | Muslimani              |  | 0.57%  | 0.57%  |
| Albanci | Albanci                |  | 0.54%  | 0.54%  |
| Slovaki | Slovaki                |  | 0.17%  | 0.17%  |
| Romi | Romi                   |  | 0.10%  | 0.10%  |
| Makedonci | Makedonci              |  | 0.09%  | 0.09%  |
| Ukrajinci | Ukrajinci              |  | 0.08%  | 0.08%  |
| Romuni | Romuni                 |  | 0.07%  | 0.07%  |
| Čehi | Čehi                   |  | 0.04%  | 0.04%  |
| Rusi | Rusi                   |  | 0.04%  | 0.04%  |
| Poljaki | Poljaki                |  | 0.03%  | 0.03%  |
| Bolgari | Bolgari                |  | 0.01%  | 0.01%  |
| Rusini | Rusini                 |  | 0.01%  | 0.01%  |
| Grki | Grki                   |  | 0.00%  | 0.00%  |
| Italijani | Italijani              |  | 0.00%  | 0.00%  |
| ostali | ostali                 |  | 0.10%  | 0.10%  |
| neopredeljeni | neopredeljeni          |  | 3.63%  | 3.63%  |
| regionalno opredeljeni | regionalno opredeljeni |  | 0.10%  | 0.10%  |
| neznano | neznano                |  | 0.55%  | 0.55%  |

Pred preoblikovanjem stare občine Beli Manastir je ta ob popisu leta 1991 štela 54.265 prebivalcev, na istem ozemlju pa je v novooblikovanih občinah leta 2001 živelo 42.633 prebivalcev. Natančnejša porazdelitev števila prebivalcev je prikazana v naslednji razpredelnici:

## Izobraževanje
V mestu delujejo tri osnovne šole, gimnazija in dve srednji šoli.

## Kultura
V mestu  od leta 2006 deluje Mestno gledališče Beli Manastir. Gledališče nadaljuje bogato gledališko dejavnost, ki je v mestu prisotna že od leta 1929. V mestu deluje tudi lokalna radijska postaja. zelo pomembna za kulturno delovanje mesta je tudi Mestna knjižnica. Pri Mestni knjižnici deluje tudi osrednja knjižnica Madžarov na Hrvaškem.

## Šport
V mestu deluje Nogometniklub Šparta, ki je v osemdesetuh letih dvajsetega stoletja igral tudi v tedanji Drugi zvezni nogometni ligi nekdanje Jugoslavije. Klub je s svojim delovanjem prenehal leta 1998, toda ostal ves čas registriran in je po 16 letih obnovil svoje delovanje.

## Znani meščani
- Radivoj Kašanin (1892 do 1989, matematik, akademik
- Milan Kašanin (1895 do 1981), pisatelj, esejist, literarni zgodovinar
- Nataša Beuk, slikarka, živi na Nizozemskem
- Delimir Rešicki (1960), pisatelj, novinar
- Milan Dvornić (1947), slikar
- Rajko Knežević (1958), pesnik
- Slađana Knežević (1966), pesnica
- Vladimir Mićić (1936), matematik
- Borivoj Novaković (1938 do 2015), športni publicist in nogometni trener
- Jovan Nedić (1954), publicist in ugankar
- Aleksandra Prijović (1995), pevka

## Mestne znamenitosti
- Katoliška cerkev Sv. Martina
- Pravoslavna cerkev Sv. Mihajla
- Spomenik borcem Rdeče armade
- Pokopališče iz 17. stoletja

## Združenja meščanov
V Belem Manastirju delujejo naslednja združenja meščanov
- Astronomsko društvo "Giordano Bruno"
- Baranjsko združenje hrvaških branilcev domovinske vojne s posttravmatskim sindromom
- Baranjski civilni center
- Demokratska zveza Madžarov Hrvaške združenje Beli Manastir
- Društvo "Hrvaška žena" Baranja - Beli Manastir
- Društvo "Naši otroci" Beli Manastir
- Foto-kino klub "Baranja-film" Beli Manastir
- HKUD Beli Manastir
- Hrvaški Rdeči križ, Mestno društvo Rdečega križa Beli Manastir
- Madžarska katoliška žena Baranja - Beli Manastir
- Klub informatikov "Pitagora" Beli Manastir
- Matica Hrvaška, podružnica Beli Manastir
- Mediacijski center Beli Manastir
- Mirovna skupina Oaza
- Združenje antifašističnih borcev in antifašistov Beli Manastir
- Združenje mladih "Most"
- Združenje oseb z alergijskimi oboljenji in problemi dihanja "Alerga"
- Združenje Romov mesta Beli Manastir
- Združenje romskega prijateljstva "Luna"
- Združenje upokojencev Beli Manastir
- Romsko kulturno umetniško društvo "Đelem đelem"
- Zveza madžarskih združenj
- Združenje filatelistov in numizmatikov "Antianus" Branjin Vrh